# Andrzej Trybusz
Andrzej Trybusz (ur. 1950) – polski wojskowy i lekarz, generał brygady, główny inspektor sanitarny (2001–2006), prezes zarządu głównego Polskiego Czerwonego Krzyża (2004–2005).

## Życiorys
Absolwent Wydziału Lekarskiego Wojskowej Akademii Medycznej w Łodzi, w 1989 uzyskał stopień doktora nauk medycznych. Specjalizował się w zakresie psychiatrii. Był zawodowym wojskowym, w 1998 mianowany na stopień generała brygady. Pełnił służbę m.in. w Szefostwie Służby Zdrowia Wojska Polskiego. Od stycznia 1998 do grudnia 2001 zajmował stanowisko szefa Zarządu Służby Zdrowia WP, pełnił też funkcję pełnomocnika ministra obrony narodowej ds. resortowej opieki zdrowotnej. Od listopada 2001 do maja 2006 pełnił funkcję głównego inspektora sanitarnego. W sierpniu 2006 powołany na wielkopolskiego państwowego wojewódzkiego inspektora sanitarnego. Stanowisko to zajmował do 2020.
Zaangażowany także w działalność Polskiego Czerwonego Krzyża, w latach 2004–2005 był prezesem zarządu głównego tej organizacji.

## Odznaczenia
W 2010 odznaczony przez prezydenta Bronisława Komorowskiego Krzyżem Komandorskim Orderu Odrodzenia Polski. W 1998 został odznaczony Krzyżem Kawalerskim tego orderu. W 2005 wyróżniony odznaką honorową „Zasłużony dla Województwa Podkarpackiego”.